# Imperiul Heftalit
Heftaliții, numiți uneori hunii albi (în iraniană Spet Xyon și în Prakrit ca Sveta-huna), au fost un popor care a trăit în Asia Centrală în secolele V-VIII d.Hr., parte a grupului mai mare al hunilor iranieni de est. Ei au format un imperiu și au fost importanți din punct de vedere militar din 450 d.Hr., când i-au învins pe kidariți, până în 560 d.Hr., când forțele combinate ale primului Haganat Turcic și ale Imperiului Sasanid i-au înfrânt. După 560 d.Hr., au stabilit „principate” în zona Toharistanului, sub suzeranitatea turcilor occidentali (în zonele de la nord de Oxus) și a Imperiului Sasanid (în zonele de la sud de Oxus), până la instaurarea dinastiei Tohara Yabghus în 625.
Heftaliții imperiali, cu centrul în Bactria, s-au extins la est până în bazinul Tarim, la vest până în Sogdia și la sud până în Afganistan, dar nu au trecut niciodată dincolo de Hindukuș, care a fost ocupat de hunii alhon, considerați anterior o ramură a heftaliților. Erau o confederație tribală și includeau atât comunități nomade, cât și comunități urbane. Ei au făcut parte din cele patru state majore cunoscute colectiv ca Xyon (xioniți) sau Huna, fiind precedați de kidariți și de alhon, și urmați de hunii nezak și de Primul Haganat Turcic. Toate aceste popoare hunice au fost adesea legate în mod controversat de hunii care au invadat Europa de Est în aceeași perioadă și/sau au fost denumite „huni”, dar oamenii de știință nu au ajuns la un consens cu privire la existența unei astfel de legături.
Centrul puterii heftalite era Toharistanul (sudul actual al Uzbekistanului și nordul Afganistanului) pe versanții nordici ai Hindukușului, iar capitala lor era probabil la Kunduz, după ce veniseră dinspre est, eventual din zona Pamirului. Către 479 heftaliții au cucerit Sogdia și i-au alungat pe kidariți spre est, iar către 493 au capturat părți din Djungaria și Bazinul Tarim (în nord-vestul Chinei de astăzi). Hunii alhon, anterior confundați cu heftaliții, au pătruns în nordul Indiei.
Sursele privind istoria heftaliților sunt rare și opiniile istoricilor diferă. Nu există o listă a regilor lor, iar istoricii nu sunt siguri cum a apărut grupul sau ce limbă au vorbit inițial. Ei par să se fi numit Ebodalo (ηβοδαλο, de unde Hephthal), adesea prescurtat Eb (ηβ), nume pe care l-au scris în scrierea bactriană pe unele dintre monedele lor. Originea numelui „heftaliți” este necunoscută, poate proveni fie dintr-un cuvânt hotanez *hitala care înseamnă „puternic”, din ipoteticul cuvânt sogdian *heβtalīt, pluralul lui *heβtalak, sau din sintagma presupusă din persana mijlocie *haft. āl „cei șapte".